# Sicarius thomisoides
Sicarius thomisoides – gatunek pająka z rodziny Sicariidae. Znany wyłącznie z Chile.

## Taksonomia
Gatunek ten opisany został w 1847 roku przez Charlesa A. Walckenaera na podstawie ilustracji autorstwa Hercule Nicoleta. Dwa lata później Nicolet opisał ten sam gatunek pod nazwami Thomisoides terrosus, Thomisoides rubripes i Thomisoides minoratus. Nazwy te zostały zsynonimizowane z S. thomisoides dopiero w 2017 roku przez Ivana Magalhaesa, Antonio Brescovita i Adalberto Santosa. Wcześniej pod nazwami Thomisoides terrosus i Sicarius terrosus często figurował w literaturze inny gatunek – Sicarius levii, formalnie opisany w 2017 przez wspomnianych trzech autorów. Ponadto autorzy ci wynieśli do rangi niezależnego gatunku Sicarius yurensis, wcześniej klasyfikowany jako podgatunek S. terrosus.
W obrębie S. thomisoides obserwowana jest znaczna zmienność w budowie aparatu kopulacyjnego samców jak i narządów rozrodczych samic, która może świadczyć, że jest to w rzeczywistości kompleks gatunków bliźniaczych.

## Morfologia
Samce (n=5) osiągają od 4,72 do 7,7 mm długości karapaksu, a opistosoma jednego z nich ma 6,7 mm długości i 5,4 mm szerokości. U samic (n=5) karapaks osiąga od 5,58 do 8,17 mm długości, a opistosoma jednej z nich ma 6,58 mm długości i 6,25 mm szerokości. Ubarwienie karapaksu jest jasnorudobrązowe, szczękoczułków, wargi dolnej i endytów rudobrązowe, sternum i odnóży pomarańczowe, a opistosomy brązowawoszare. Rejon głowowy karapaksu jest wąski, węższy niż u S. yurensis, pozbawiony wzgórków ocznych. Szczecinki makroskopowe (makrochety) tworzą na brzegu karapaksu pojedynczy rządek. Kształt sternum podobnie jak u S. yurensis, natomiast odmiennie od reszty przedstawicieli rodzaju jest owalny, dłuższy niż szeroki. Uda obu płci mają 5 lub 6 cierni. Samiec ma uda pozbawione czarnych szczecin w części przednio-bocznej. Nogogłaszczki samca charakteryzuje delikatnie zakrzywiony bulbus, płynnie przechodzący w embolus. Narządy rozrodcze dorosłej samicy cechują spermateki o 8–20, zwykle zakrzywionych na szczycie odgałęzieniach, pozbawione zaokrąglonych rezerwuarów. U samic niedorosłych występują prespermateki z kilkoma cienkimi i krótkimi odgałęzieniami palczastego kształtu.

## Biologia i występowanie
Gatunek neotropikalny, znany z chilijskich regionów Arica y Parinacota, Atakama, Coquimbo, Libertador, Metropolitana, Tarapacá i Valparaíso. Pojedynczy rekord z argentyńskiej prowincji Buenos Aires uznaje się za powstały w wyniku błędnego oznaczenia. Prawdopodobne jest natomiast jego występowanie w południowym Peru.
Pająk ten zamieszkuje suche siedliska wzdłuż chilijskiego wybrzeża: od suchych drzewostanów, przez formacje półpustynne i plaże po ekstremalnie suche pustynie. Jego ofiarami padają m.in. skolopendry, pająki z rodziny worczakowatych i z rodzaju Loxosceles oraz solfugi. Kokony jajowe przyczepia do powierzchni dużych głazów, pod którymi chętnie się też chroni.

## Hodowla
Pająk ten wymaga terrarium typu pustynnego. Dla dorosłego osobnika potrzebny jest zbiornik o wymiarach podstawy 20×20 cm i wysokości 15 cm. Podłoże musi być sypkie i suche, dobrze sprawdza się wypłukany i wyprażony piasek. Temperatura w dzień może wynosić około 30°C, w nocy zaś 22°C. Wymagana jest niska wilgotność, 30–40%, stąd zraszanie powinno być sporadyczne. Pająk nie jest agresywny i nie potrafi wspinać się po szkle, jest jednak szybki i bardzo silnie jadowity, stąd zalecany jest tylko doświadczonym hodowcom.